# Йоуэль Сигюрдссон
Йоуэль Кристинн Сигюрдссон (исл. Jóel Kristinn Sigurðsson; 5 ноября 1924, Рейкьявик — 28 ноября 2003, Хабнарфьордюр, Хёвюдборгарсвайдид) — исландский легкоатлет, выступавший в метании копья. Участник летних Олимпийских игр 1948 года.

## Биография
Йоуэль Сигюрдссон родился 5 ноября 1924 года в исландском городе Рейкьявик.
Выступал в легкоатлетических соревнованиях за ИР из Рейкьявика.
В 1946 году участвовал в чемпионате Европы в Осло. В метании копья занял в квалификации 10-е место с результатом 58,06 метра.
В 1948 году вошёл в состав сборной Исландии на летних Олимпийских играх в Лондоне. В метании копья занял в квалификации 16-е место, показав результат 56,85 и уступив 4,15 метра худшему из попавших в финал Бобу Лайкинсу из США.
В 1950 году участвовал в чемпионате Европы в Брюсселе. В метании копья занял в квалификации 12-е место с результатом 58,87.
Умер 28 ноября 2003 года в исландском городе Хабнарфьордюр.

## Личный рекорд
- Метание копья — 66,99 (1949)[2]